# Louny
Louny (německy Laun) jsou město v okrese Louny v severozápadních Čechách v Ústeckém kraji, přibližně 50 km od Prahy. Žije zde přibližně 18 tisíc obyvatel a jedná se tak o druhou největší obec okresu po Žatci, avšak s městem sousedící obce (Dobroměřice, Lenešice, Černčice, Obora a Vršovice) tvoří dohromady zhruba 23 tisíc obyvatel a zároveň největší aglomeraci okresu Louny. 

## Název
Původ názvu Louny, dříve Lúně (singulár, ž.) nebo Lúny, se často dává do souvislosti s Lunou = Měsícem, případně s vlastním jménem Lún. Jako pravděpodobný se jeví také původ ve staročeském slově lúňa – lúna (ke slovesu lunúti) s významem proudy, slapy, čemuž odpovídá umístění původní vsi u brodu na řece.

## Historie

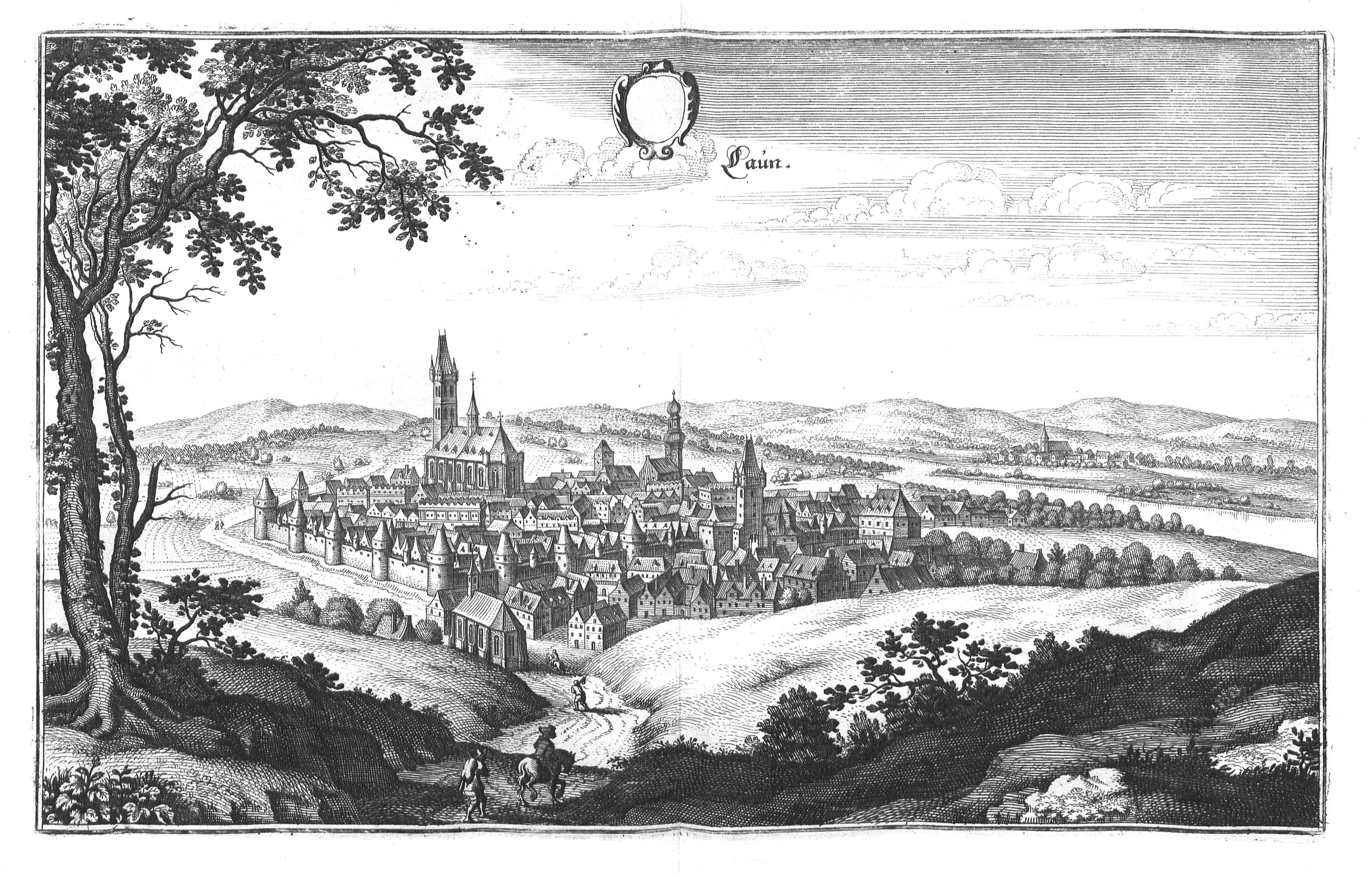
Louny zachycené v díle Topographia Bohemiae, Moraviae Et Silesiae, rytina Matthäuse Meriana, 1650

První zmínky o osadě Luna při brodu přes řeku Ohři pochází ze 12. století. V šedesátých letech 13. století dal Přemysl Otakar II. v její blízkosti postavit královské město. Město kolonizovali osadníci ze Saska. Ti se usadili na náměstí a české obyvatelstvo v okolních ulicích. Památkou na to je Česká ulice (platea bohemica) obtáčející náměstí na jihu, doložená v městských knihách ve 14. století. V pozdější době leželo na jazykové hranici, ale bylo převážně české. V první fázi husitství se rozšířila pověst, že Louny patří mezi pět vyvolených měst (spolu s Plzní, Klatovy, Žatcem a Slaným), které v nastávajícím konci světa uniknou zkáze. Za husitských válek se Louny spojily se Žatcem a Slaným a přidaly se na stranu husitů. V té době byly zničeny kláštery dominikánů a magdalenitek, stojící ve městě. Po požáru 25. března 1517 byla velká část města přestavěna. Třicetiletá válka znamenala pro město katastrofu. Bylo několikrát po sobě vydrancováno saskými a švédskými vojsky. V průběhu 19. století došlo k rozsáhlým demolicím v historické části, při kterých zmizela původní radnice, Pražská brána spolu s téměř polovinou městského opevnění a renesanční domy.

### Židovská komunita
Nejstarší židovské osídlení v Lounech se datuje od poloviny 14. století, přičemž v 15. století vznikla ve městě židovská náboženská obec. Židé tehdy žili v západní části ulice Česká a později i v Jakoubkově ulici. V průběhu 16. století (1508 a 1541–1542) a v 17. století (1642) byli židé z Loun vyhnáni. K výraznějšímu rozvoji židovského osídlení pak došlo až v 19. století. V roce 1880 zde žilo 369 židů, o deset let později již židé s 567 osobami tvořili 9 % obyvatel města. Poté již počet židovských obyvatel klesal a například v roce 1930 žilo ve městě jen 205 židů.
K modlitebním účelům používali lounští židé modlitebnu v domě v České ulici čp. 3. Ta však později přestala být vyhovující, a tak byla v roce 1871 postavena synagoga v pseudomaurském slohu s novorománskými prvky. Bohoslužby se v ní konaly do druhé světové války. Během války byla odkoupena městem, které v ní zřídilo muzeum. To v synagoze sídlilo do roku 1954 a od roku 1967 je synagoga depozitářem Státního okresního archivu Louny. Židovské hřbitovy existovaly v Lounech postupně tři. Nejstarší existoval v lokalitě pod Mělci od roku 1680. Pohřbívalo se na něm do roku 1866 a zanikl patrně počátkem 20. století. Druhý se nacházel pod Malým vrchem u Vršovic a byl používán od první poloviny 19. století. Zrušen byl v roce 1930. Třetí a zároveň současný židovský hřbitov je součástí městského hřbitova při Rakovnické ulici a byl založen roku 1874. Čítá na 250 náhrobků a jeho součástí je rekonstruovaná obřadní síň. Na hřbitově se stále pohřbívá.

## Městské symboly

### Znak
Městský znak Loun je tvořen modrým štítem, se stříbrnou, dvakrát zalomenou, kvádrovou hradbou. Na její střední rovné části jsou čtyři stínky a na postranních, stoupajících kosmo a šikmo, dvě stínky cimbuří. Uprostřed hradby je otevřená brána s vytaženou zlatou mříží. Za hradbou vynikají dvě šestihranné stříbrné kvádrové věže, každá se třemi stínkami cimbuří, červenou jehlancovou střechou se zlatou makovicí a jedním úzkým obdélníkovým oknem v prostřední ze tří viditelných stěn. Mezi věžemi je červený štítek, ve kterém leží zlatá šestihrotá hvězda a zlatý dorůstající měsíc.
Městský znak je definován obecně závaznou vyhláškou města č. 5/2005 z června 2005 „O symbolice a udělování poct města Loun“ (nahrazující vyhlášku 1/1999 s účinností od 1. srpna 2005). Grafické znázornění městského znaku je přílohou č. 1 této vyhlášky.
Tento znak město přijalo pravděpodobně před rokem 1462 během husitských válek zasazením totožné kompozice z městského pečetidla do štítu.
Znak Loun není uveden v Registru komunálních symbolů (REKOSu), tam je uvedena pouze vlajka.

### Vlajka
Vlajka města Loun je tvořena listem o poměru stran 2:3 se dvěma vodorovnými pruhy, modrým a bílým. Uprostřed modrého pruhu je žlutá, šesticípá hvězda a žlutý půlměsíc s cípy k žerdi.
Vlajka byla městu udělena rozhodnutím předsedy Poslanecké sněmovny Parlamentu České republiky č. 10 ze dne 15. prosince 1998.

## Geografie
Louny, označované jako „jižní brána Českého středohoří“ nebo „Perla na řece Ohři“, leží v Dolnooharské tabuli na řece Ohři. Nachází se v teplém a suchém regionu s průměrnou roční teplotou 8–9 °C, ve srážkovém stínu Krušných hor. Průměrný roční úhrn srážek nepřesahuje 500 milimetrů.
Na severu město sousedí s CHKO České středohoří. Zajímavým místem pro rogalisty a paraglidisty je kopec Raná. Na jihu Lounska začíná přírodní park Džbán.

## Obyvatelstvo
Podle sčítání 1921 zde žilo v 994 domech 11 706 obyvatel, z nichž bylo 6 155 žen. 11 556 obyvatel se hlásilo k československé národnosti, 65 k německé a dvanáct k židovské. Žilo zde 2 264 římských katolíků, 238 evangelíků, 6 464 příslušníků Církve československé husitské a 253 židů. Podle sčítání 1930 zde žilo v 1 383 domech 11 896 obyvatel. 11 644 obyvatel se hlásilo k československé národnosti a 174 k německé. Žilo zde 2 866 římských katolíků, 329 evangelíků, 6 453 příslušníků Církve československé husitské a 205 židů.
| Město Louny       | Město Louny | Město Louny | Město Louny | Město Louny | Město Louny | Město Louny | Město Louny | Město Louny | Město Louny | Město Louny | Město Louny | Město Louny | Město Louny | Město Louny | Město Louny |
|                   | 1869        | 1880        | 1890        | 1900        | 1910        | 1921        | 1930        | 1950        | 1961        | 1970        | 1980        | 1991        | 2001        | 2011        | 2021        |
| ----------------- | ----------- | ----------- | ----------- | ----------- | ----------- | ----------- | ----------- | ----------- | ----------- | ----------- | ----------- | ----------- | ----------- | ----------- | ----------- |
| Obyvatelé         | 4 260       | 5 938       | 6 814       | 10 698      | 12 034      | 12 266      | 12 413      | 12 356      | 12 537      | 13 452      | 17 543      | 20 812      | 19 639      | 18 121      | 17 563      |
| Místní část Louny |             |             |             |             |             |             |             |             |             |             |             |             |             |             |             |
| Obyvatelé         | 3 843       | 5 561       | 6 346       | 10 212      | 11 484      | 11 706      | 11 896      | 11 956      | 12 209      | 13 142      | 17 296      | 20 636      | 19 453      | 17 898      | 17 318      |
| Domy              | 396         | 435         | 489         | 708         | 828         | 994         | 1 383       | 1 776       | 1 777       | 1 845       | 1 769       | 1 987       | 2 012       | 2 201       | 2 281       |

Věková struktura obyvatel obce Louny roku 2011
Rodinný stav obyvatel obce Louny roku 2011
Vzdělání obyvatel obce Louny roku 2011

## Městská správa

### Členění města

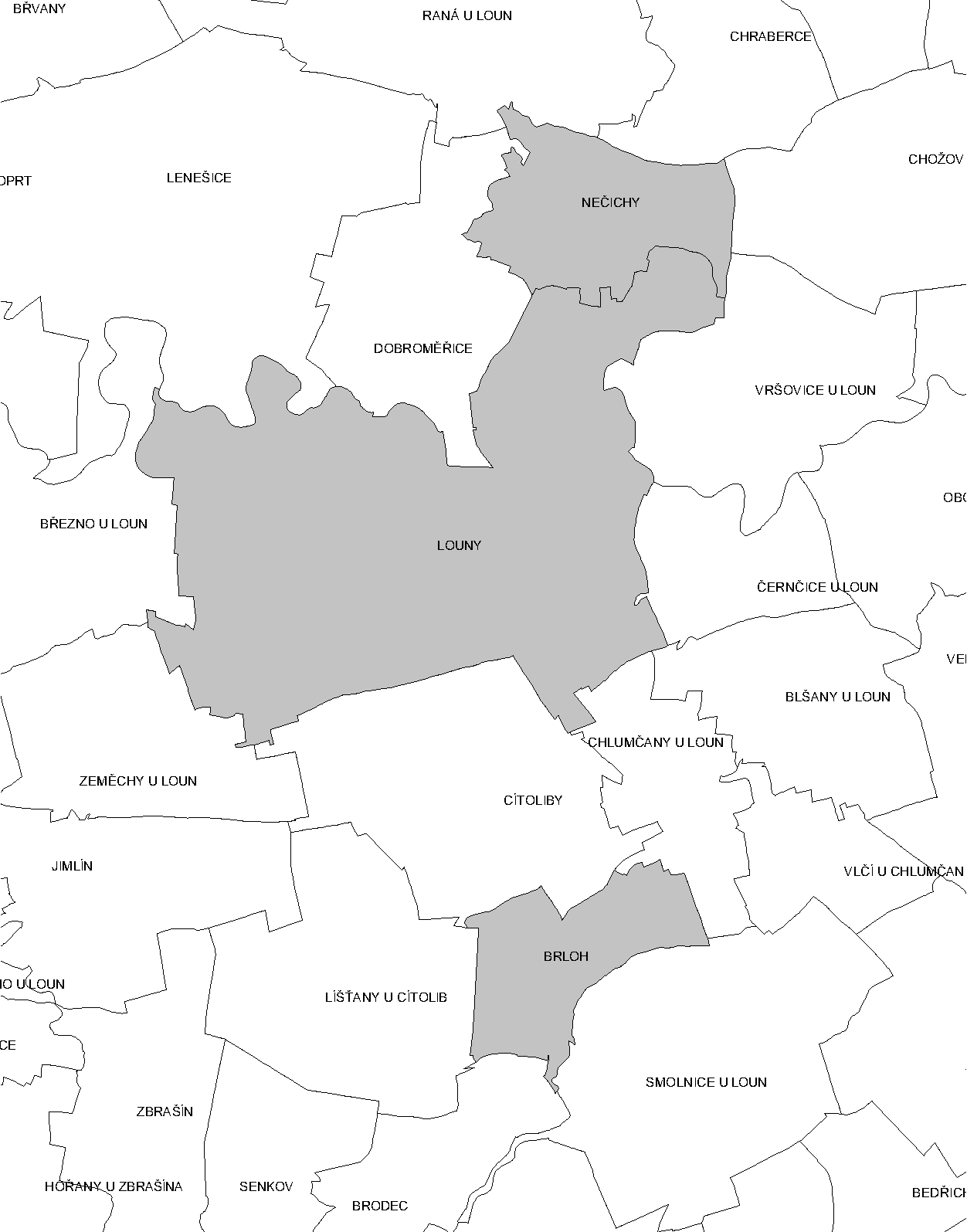
Katastrální území Loun

Louny se skládají ze tří částí, které jsou shodné s katastrálními územími. Část Brloh s městem územně přímo nesousedí, tuto exklávu od zbytku města oddělují katastry obcí Cítoliby a Chlumčany):
- Louny
- Nečichy
- Brloh

Městys Cítoliby a také obce Černčice, Dobroměřice, Chraberce, Líšťany, Obora, Raná, Veltěže a Vršovice byly dříve součástí města.

### Správní území
Louny jsou okresním městem, mají také statut obce s rozšířenou působností a obce s pověřeným obecním úřadem. Okres Louny se skládá ze sedmdesáti obcí, správní obvod obce s rozšířenou působností ze 41 obcí.
Ve městě také stále sídlí okresní soud a okresní státní zastupitelství a další instituce s okresní působností, např. Okresní správa sociálního zabezpečení.

## Hospodářství
Louny a okolí byly vždy spíše zemědělský region. Jsou známy produkcí vysoce kvalitního chmele. Chmel rostl v regionu patrně odnepaměti, jeho pěstování ale ještě v devadesátých letech 18. století nepřesáhlo potřeby nejbližšího okolí. Později ale stoupla po chmelu poptávka v zahraničí a s tím se rychle zvýšila výměra chmelnic. V Českém středohoří se pěstuje ovoce. Průmysl byl vždy spíše zpracovatelský, např. Pivovar Louny (stojící ovšem těsně za hranicí města, v katastru Černčic; nyní již zrušený). V první polovině 19. století byly však ve městě založeny železniční opravny, depo kolejových vozidel (v roce 2004 zrušeno), později Elektroporcelán Louny, Praga Louny. V současné době vyrábí v průmyslové zóně jihovýchodně od města několik japonských, převážně strojírenských firem (AISAN, Ishimitsu, TiCz, ad.).

## Doprava
Ve městě fungují tři linky MHD. Město má přímé železniční spojení s Kralupy nad Vltavou (trať 110), Lovosicemi a Postoloprty (trať 114) a s Mostem a Rakovníkem (trať 126). Uzlovým nádražím ve městě je železniční stanice Louny. V současnosti se přestavuje silnice I/7 na dálnici D7 z Prahy do Chomutova, po této silnici je vedena část obchvatu města, který byl vybudován v letech 1996 až 2001 jako součást této přestavby a jedná se o pravou polovinu příčného profilu budoucí dálnice, dokončení se plánuje na rok 2023. Dále je město s okolím spojeno také silnicí první třídy I/28, silnicemi druhé třídy II/225, II/229, II/246 (stará silnice I/7) a silnicemi třetí třídy III/25013, III/2462, III/2469 a také krátkou III/2463.
Na jižním okraji města začíná naučná stezka Louny–Zeměchy.

## Společnost

### Kultura
V Masarykových sadech je provozováno městské výstaviště, kde probíhají výstavy jako Člověk v přírodě, Dům a zahrada, Autosalon apod. Od roku 2004 probíhají ve městě městské slavnosti Letní lounské vábení, víkendová akce s kulturním a sportovním programem. Ve městě je pořádáno celoročně mnoho koncertů. Působí zde několik galerií a muzeí: Galerie Benedikta Rejta, Galerie města Loun, Okresní muzeum v Lounech a Muzeum araukaritů. Funguje zde také Vrchlického divadlo. Ve městě jsou tři minipivovary: Domov, ZLoun a Zichovec.

### Školství
Ve městě se nachází pět základních škol (v osmdesátých letech byly školy pojmenovány čísly 1.–8., ale ze 2. základní školy se stala škola zvláštní a do číslování se počítaly také školy vesnické), zvláštní škola, obchodní akademie, střední odborná škola a gymnázium.

### Sport
Ve městě působí fotbalový tým FK Louny, který vznikl v roce 2000 spojením klubů Meteor Louny a SK Čechie Louny, a hokejový tým HC Slovan Louny. V házené působí ve vyšších soutěžích tým TJ Lokomotiva Louny. Ve městě jsou tenisové kurty a město na nich odchovalo tenistky Karolínu a Kristýnu Plíškové. Je zde baseballové hřiště a klub, jízdárna, sportovní hala, plavecká hala, městské koupaliště, velodrom, 2 fotbalová hřiště, hokejové hřiště, atd. Na místní veslařský klub měli vazby dva pozdější olympijští vítězové, Václav Kozák a Josef Holeček. Ve městě se konají závody hendikepovaných cyklistů European Handbike Circuit.

## Pamětihodnosti

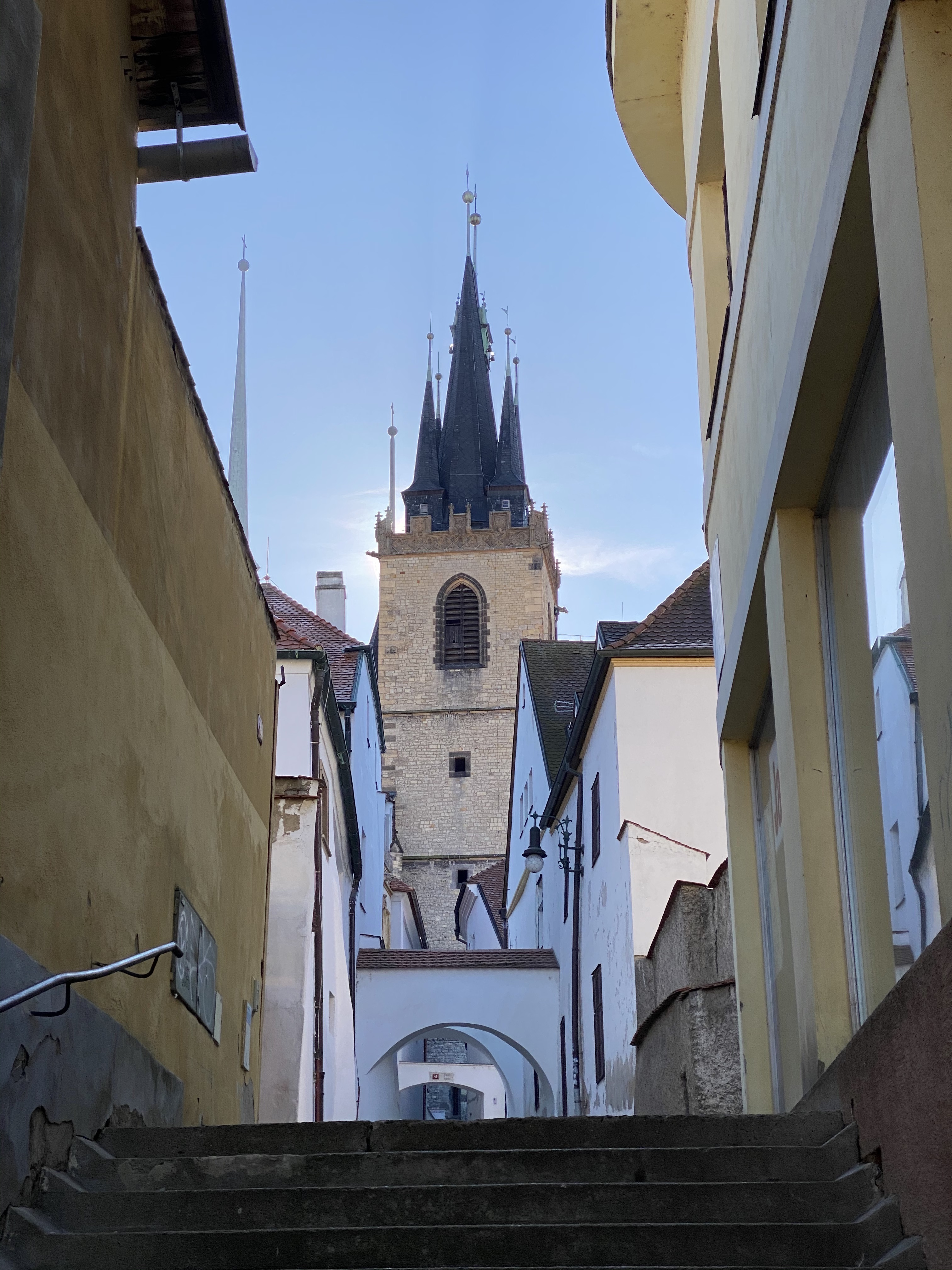
Kostel svatého Mikuláše

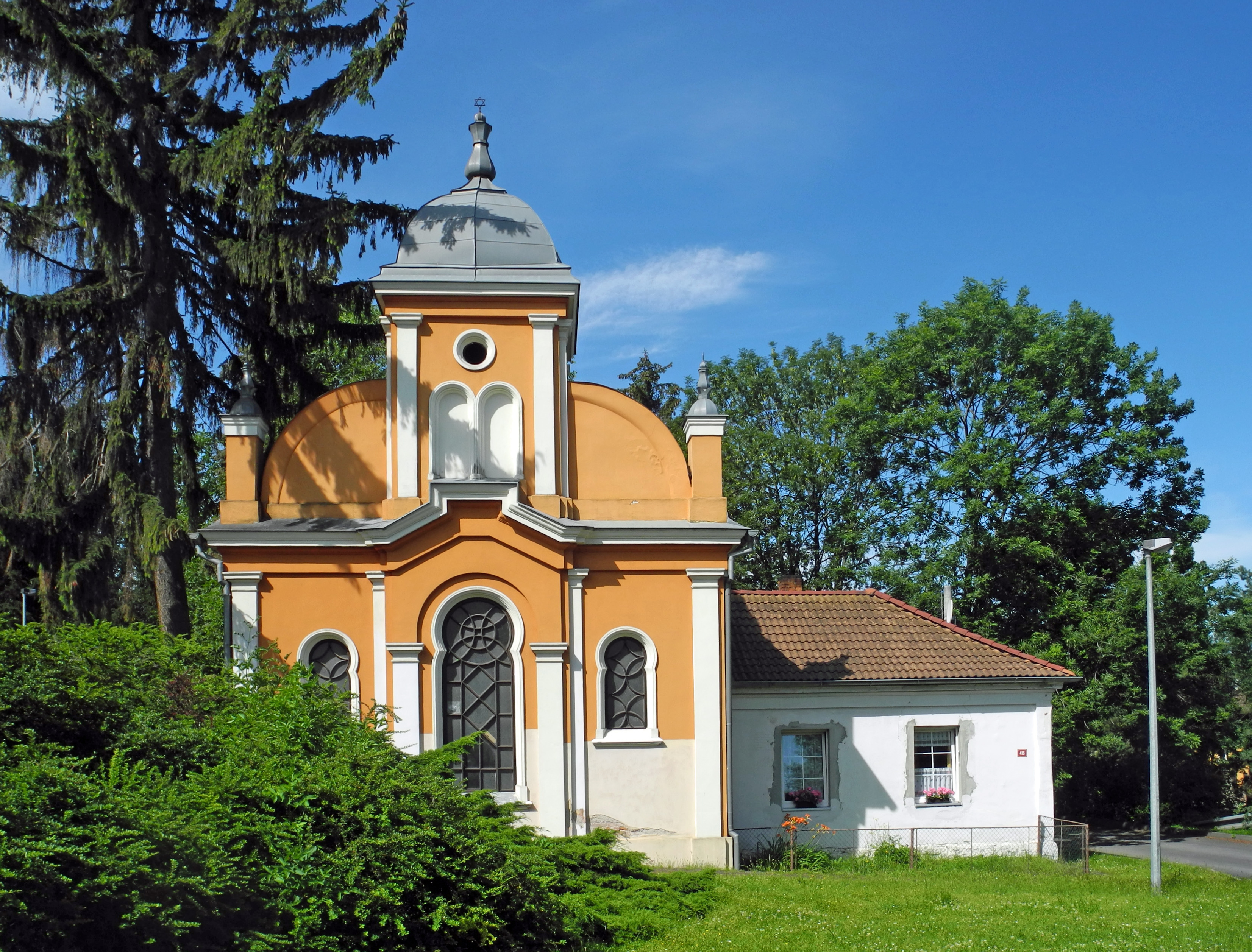
Eklektická obřadní síň u židovského hřbitova

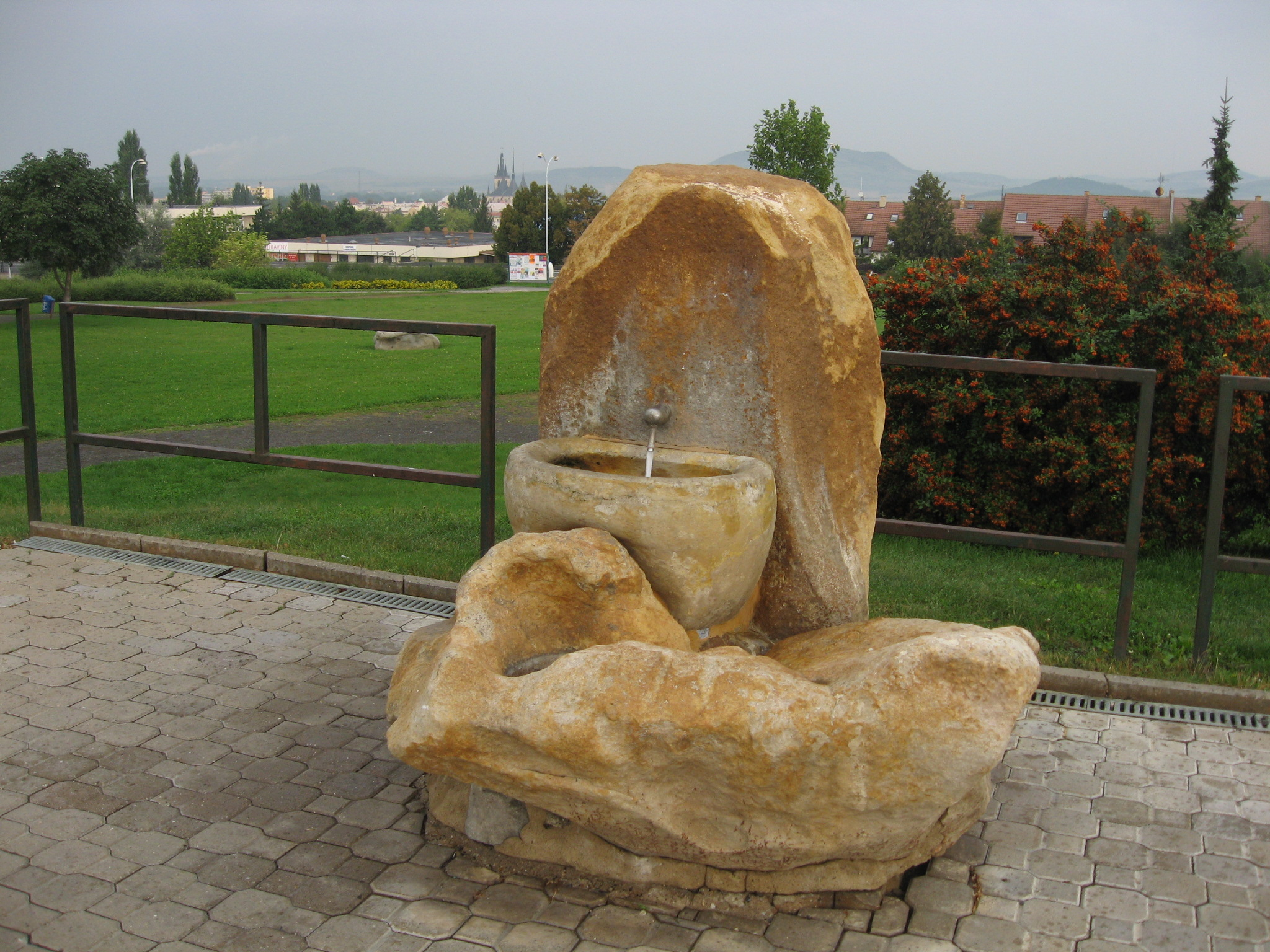
Minerální pramen Luna

V Lounech je městská památková zóna. Je zde zajímavé historické centrum, ze dvou třetin obehnané hradbami. Za zmínku stojí chrám sv. Mikuláše z 15. století, postavený hutí Benedikta Rejta, Žatecká brána, středověké domy Daliborka (okresní archiv) a Sokolů z Mor (muzeum). V centru lze nalézt také galerii, Vrchlického divadlo, kino Svět, knihovnu, stálé loutkové divadlo, bývalou židovskou synagogu a mnoho domů z přelomu 19. a 20. století. Významnou připomínkou barokního stavitelství je Barokní špitál z roku 1698.
Ve městě a v jeho blízkosti je také mnoho památníků a pomníků, například památník padlých parašutistů na Mělcích.
Kostel svatého MikulášeKostel svatého Mikuláše je jedním z vrcholných děl české pozdní gotiky.Byl postaven po požáru 25. března 1517 na místě původního kostela hutí královského architekta Benedikta Rejta. Dílo s 60 m vysokou věží bylo dokončeno roku 1538. Chrám je trojlodní, s krouženou klenbou a jehlancovou střechou. Vyřezávaný oltář vyrobil v letech 1701–1706 umělecký truhlář Marek Nonnenmacher, sochami ho vyzdobili Jeroným Kohl se svým žákem Františkem Preissem. Na konci 19. století byl kostel opraven pod vedením Josefa Mockera a Kamila Hilberta. V současné době je zpřístupněn ochoz věže.
Kostel svatého PetraKostel svatého Petra stojí na bývalém Žateckém předměstí vedle 7. ZŠ Prokopa Holého. Před založením královského města Loun byl ve 12. nebo 13. století centrem vesnice Lúna. Zdivo jeho západního průčelí je románské, tudíž je nejstarší stavbou v Lounech. Loď a presbytář byly postaveny v letech 1456–1463. V sedmdesátých letech 19. století ho upravil Josef Mocker. V roce 2006 prošel rozsáhlou opravou. V současné době nad ním má patronát místní Základní umělecká škola a pořádá v něm koncerty.
Kostel Čtrnácti svatých pomocníkůKostel Čtrnácti svatých pomocníků byl postaven podle návrhu lounského architekta Ludvíka Naymayera, na kterém se podílel i Pavel Ignác Bayer. Záměrem stavby bylo odvrácení blížící se epidemie moru, k realizaci stavby však došlo až po jejím odeznění v roce 1718. V první polovině 18. století existovala při kostele poustevna, zrušená spolu s ním při náboženských reformách Josefa II. Tehdy bylo odvezeno i jeho původní vybavení. V interiéru se dochovaly nástěnné malby lounského malíře Antonína Smichea. Roku 2010 byl kostel opraven a znovu vysvěcen.
Žatecká bránaŽatecká brána je jediná zachovalá městská brána. Pochází z roku 1500. Dochovaly se ještě dvě dělové bašty a velká část vnějšího opevnění, které vznikalo ve druhé polovině 15. století. Na severní straně (ulice Pod Šancemi) zachovaná hranolová věž a náznak kruhových bašt.
Dům rytířů Sokolů z MorDům čp. 43 se středověkým jádrem v Pivovarské ulici
Loutkové divadlo LounyLounské loutkové divadlo je nejstarší stálé (kamenné) loutkové divadlo v České republice a pravděpodobně i v Evropě, které je stále funkční.
Kotěrova dělnická kolonieSkládá se z rodinných domků pro zaměstnance železničních opraven. Projektoval roku 1909 Jan Kotěra. Kolonie tvoří zajímavý stavební komplex, který nebyl v důsledku války dokončen. Jeho součástí měl být i kostel, škola a sociální služby.
Galerie Benedikta RejtaGalerie Benedikta Rejta se nachází v objektu městského pivovaru po rekonstrukci, kterou provedl roku 1998 architekt Emil Přikryl.
Synagoga v LounechLounská synagoga stojí v Hilbertově ulici čp. 70, cca 200 m východně od Mírového náměstí. Byla postavena v roce 1871 v pseudomaurském slohu s novorománskými prvky. V průběhu druhé světové války bylo v synagoze zřízeno muzeum a od roku 1967 slouží jako depozitář Státního okresního archivu. Současný židovský hřbitov je v pořadí třetím lounským židovským hřbitovem. Založen byl v roce 1874 a čítá na 250 náhrobků. U vstupu na hřbitov se nachází rekonstruovaná obřadní síň v červenobílé barvě s maurskými slohovými prvky. Židovský hřbitov přímo sousedí s městským hřbitovem v Rakovnické ulici.
Lounské muzeumLounské muzeum sídlí v gotickém domě Sokolů z Mor poblíž Mírového náměstí. Stálá expozice se zabývá dějinami husitství v severozápadních Čechách. V ostatních prostorách se konají krátkodobé výstavy.
Funkcionalistický kostelKostel Českobratrské církve evangelické, postaven roku 1932 podle projektu lounského architekta Pavla Bareše. Je velmi hodnotnou ukázkou funkcionalistické církevní architektury čtyřicátých let 20. století. K základnímu objektu kostela přistavěli v roce 1936 byt faráře a dobová zpráva uvádí, že i tak není projekt zcela realizován. Základní skeletová železobetonová konstrukce odlehčuje nosnost zdiva a projektant posunutím řady oken ke korunní římse dosáhl zlepšení osvětlení vnitřních prostor.
Minerální pramen LunaVývěr minerálního pramenu Luna se nachází v parku mezi Vladimirskou a Cítolibskou ulicí. Dále je vyveden v Domově důchodců a v zahradě u nemocnice. Voda vyvěrá z 1233 metrů hlubokého vrtu z let 1962–1963. Vrt pronikl křídovými a prvohorními sedimenty a porfyrovými tufity. V hloubce od 905,4 do 1233 metrů se vyskytuje hrubozrnná, hydrotermálně přeměněná žula s polohami kontaktních rohovců, která je okrajem rozsáhlého žulového masivu tzv. tiské žuly známé z oblasti Blatna, Petrohradu nebo Oráčova. Zdrojem minerální vody jsou právě polohy žuly v hloubkách přibližně od 1098 do 1192 metrů. Vydatnost pramene v letech 1966–1967 oproti stavu po otevření vrtu poklesla z 1,2 na 0,32 l·s−1 a zároveň se zvýšila teplota na 40–42 °C a obsah oxidu uhličitého na 1700–1800 mg·l−1. Voda se s dobrými výsledky používala při léčení zánětů dýchacích cest, trávicího ústrojí, močových cest a žlučníku. Osvědčila se i při podávání částečných koupelí a obkladů při léčení ekzémů a bércových vředů. Celková mineralizace byla při analýze z roku 1966 17,65 g·l−1. Kromě oxidu uhličitého tehdy voda obsahovala 4555 mg·l−1 sodíku a 703 mg·l−1 chloridových aniontů.

## Osobnosti
- Albína Aloyová (1897–???), první žena v Československu se strojírenským vzděláním z ČVUT
- Josef Aul (1894–1956), lékař a autor cestopisů z oblasti Střední Asie
- Miroslav Bambušek (* 1975), herec a režisér
- Tomáš Bambušek (* 1972), herec a scénograf
- Bohumil Bareš (1906–1965), architekt
- Pavel Bareš (1904–1984), architekt
- Václav Běhounek (1902–1980), redaktor, archivář, knihovník, rusista, překladatel z ruštiny, literární kritik
- Erika Bezdíčková (1931–2020), oběť holokaustu, rozhlasová redaktorka, v Lounech působící na přelomu 50. a 60. let
- Konstantin Biebl (1898–1951), básník
- Marie Bieblová (1909–1997), manželka Konstantina Biebla, básnířka, autorka knih pro děti, překladatelka z francouzštiny a ruštiny
- Michal Bohin (1895–1956), oběť holokaustu, odbojář vězněný v Mauthausenu a lékař, který pomáhal likvidovat epidemii skvrnitého tyfu v nacistickém cikánském táboře v Letech u Písku
- Arthur Breisky (1885–1910), spisovatel
- Miroslav Brůžek (1923–1991), komunistický politik a kulturolog
- Vladimír Budínský (* 1959), politik
- Ivana Buková (1968–2012), herečka a zpěvačka
- Vítek Čapek (1954–1988), výtvarník, kritik a historik
- Jan Čarek (1898–1966), spisovatel (převážně literatury pro děti) a novinář
- František Dědič (1890–1941), československý voják, člen ústředního velení Obrany národa.
- Juraj Dovala (* 1974), duchovní husitské církve (biskup), spisovatel
- Emanuel Johann Faulhaber (1772–1835), ředitel kůru, skladatel, výrobce dřevěných dechových nástrojů a klavírů[25]
- Richard Feder (1875–1970), rabín, teolog, spisovatel, učitel
- Jiřina Fikejzová (1927–2020), textařka populární hudby
- Jan Frank Fischer (1921–2006), hudební skladatel
- Josef Fischer (1891–1945), filozof, historik, překladatel, hrdina románu Karla Konráda Pavel a Hedvika
- Karel Flek (1908–1970), violoncellista, tympanista a skladatel
- Josef Fousek (1875–1942), bývalý starosta, popravený nacisty
- Karel Goszler (1865–1936), fotograf a zakladatel odbočky Klubu českých turistů v Lounech
- Vojtěch Gottschall (1907–1978), poslední lounský rabín
- Jan Grunt (* 1984), skladatel a saxofonista
- Jaroslav Hajn (1919–2003), komunistický politik
- Lukáš Hejlík (* 1980), herec
- Václav Helšus (* 1947), herec
- Jiří Heřt (1928–2014), profesor anatomie, Rytíř českého lékařského stavu, v pořadí druhý předseda českého klubu skeptiků Sisyfos
- Jaroslav Hilbert (1871–1936), dramatik a publicista
- Kamil Hilbert (1869–1933), architekt
- Josef Hlaváček (1934–2008), estetik a kunsthistorik
- Václav Hlavatý (1894–1969), matematik
- Emil Holárek (1867–1919), malíř, kreslíř
- Josef Houda (1932–2015), pedagog, botanik a mykolog, znalec přírody Lounska s rozsáhlou publikační činností
- František Hýra (1809–?), rakouský a český podnikatel a poslanec Českého zemského sněmu
- František Chaun (1921–1981), hudební skladatel, klavírista, zpěvák, malíř a herec
- Jaroslav Janík (1901–1974), knihovník a kulturní činitel
- Otakar Jaroš (1912–1943), československý důstojník, účastník zahraničního odboje, in memoriam kapitán a jako první cizinec Hrdina Sovětského svazu
- Jan Jíra (1937–2024), producent
- Václav Jíra (* 1939), malíř
- Emil Juliš (1920–2006), básník a výtvarník
- Vlastimil Svatopluk Juren (1864–1951), evangelický duchovní
- Marie Karabcová, rozená Kremerová (* 1940), operní zpěvačka
- Jan Karafiát (1846–1929), evangelický duchovní a autor dětské knihy Broučci
- Jan Kerner (* 1964), lounský starosta v letech 2002–2012
- Bohuslav Kimlička (1915–1991), pilot 310. čsl. stíhací perutě RAF, čestný občan města Louny
- František Kloz (1905–1945), fotbalista a odbojář
- Josef Kluge (1921–1988), scenárista, animátor, kameraman a zvláště režisér v oblasti animovaného filmu, často na náměty J. Lady (O Mikešovi, Budulínek Mandelinka)
- Jano Koehler (1873–1941), malíř
- Karel Konrád (1899–1971), novinář a spisovatel
- Karel Koutský (1897–1964), matematik
- Jan Křížek (1919–1985), výtvarník
- Ladislav Křížek (* 1963), rockový a popový zpěvák
- Jaroslav Kubera (1947–2020), politik
- Milan Kymlička (1936–2008), hudební skladatel
- Anna Langerová (1902–1999), manželka spisovatele Františka Langera, její vzpomínky na Louny zpracoval Viktor Fischl v knize Hovory s Aničkou
- Kamil Linhart ml. (1920–2006), výtvarník a filozof
- Kamil Linhart st. (1887–1951), středoškolský učitel a regionální historik
- Bořivoj Lůžek (1921–1987), archivář a historik
- Stanislav Majer (* 1978), herec
- Václav Majer (1904–1972), sociálnědemokratický politik
- Miroslav Melena (1937–2008), významný český scénograf a architekt
- Jakub Michálek (* 1989), politický aktivista
- Václav Miko (* 1971), publicista a spisovatel
- Vladislav Mirvald (1921–2003), výtvarník a středoškolský pedagog
- Josef Mocker (1835–1899), architekt
- Jana Moravcová (* 1937), spisovatelka a překladatelka
- Jean-Victor Moreau (1761–1813), francouzský generál období revoluce a konsulátu, rival Napoleona Bonaparte
- Jaroslav Mrnka (1922–1965), surrealistický básník, autor cestopisů, překladatel z němčiny, odborník na dílo Richarda Weinera, historik anarchismu
- Vratislav Nechleba (1885–1965), český portrétista
- Ladislav Novák (1931–2011), jeden z nejlepších světových fotbalových obránců své doby, kapitán stříbrného týmu na MS v Chile 1962[26]
- Václav Oukropec (1897–1968), anarchista a básník
- Karolína Plíšková (* 1992), tenistka
- Kristýna Plíšková (* 1992), tenistka
- Emanuel Purkyně ml. (1895–1929), český osteolog a hrdina románu Karla Konráda Rozchod!
- Jiří Purkyně (1898–1942), středoškolský učitel a komunistický odbojář popravený nacisty
- Ludmila Purkyňová (1928–1990), kostýmní výtvarnice, dcera Jiřího Purkyně
- Bohumír Roedl (* 1950), archivář, historik
- Václav Roflík (1921–2001), člen protikomunistického odboje skupiny Mostecko
- Vlastimil Růžička (1927–1985), cyklista
- Jan Ryska (1916–1983), beletrista, novinář a pedagog
- Zbyněk Sedláček (1966–2014), teoretik výtvarného umění, estetik, kurátor, pedagog
- Jan Sekera (1935–2015), kunsthistorik a galerista
- The Silver Spoons, česká anglicky zpívající indie rocková kapela
- Jaroslav Skutil (1910–1940), pardubický odbojář, v exilu v Anglii u 311. československé bombardovací perutě RAF
- Pavel Smetana (1937–2018), evangelický duchovní
- Josef Starý (1912–2000), bývalý ministr dopravy
- Jaroslav Süssmilich (1891–1972), politik, odbojář
- Zdeněk Sýkora (1920–2011), malíř
- Zdeněk Šesták (* 1925), hudební skladatel a muzikolog
- Václav Šlajcher (1911–1973), pedagog, ředitel gymnázia, amatérský divadelník (režisér)
- Miroslav Štěpán (1945–2014), komunistický politik
- Jaroslav Štrombach (1896–1931), generál Rudé armády
- Vladimír Tardy (1906–1987), psycholog
- Eduard Tregler (1868–1932), český varhaník, hudební skladatel a pedagog
- Rudolf Urbánek (1877–1962), historik
- Emma Urbánková (1909–1992), knihovnice a historička
- Jan Mária Valt (* 1952), výtvarník – malíř
- Pavel Váša (1874–1954), středoškolský filolog, literární historik a novinář
- Jindřich Vodák (1867–1940), středoškolský učitel, divadelní a literární kritik, překladatel
- Emil Volkmann (1936–2018), lounský starosta v letech 1990–2002
- Jaroslav Vrchlický (1853–1912), spisovatel, básník, dramatik a překladatel
- Karel Zelenka (* 1983), italský krasobruslař českého původu
- Hana Džurbánová (* 2002),  zpěvačka soutěže Superstar a pornoherečka Rika Fane[27]
- Andrea Kaplanová (*2003) Miss ČR 2022

## Partnerská města
Partnerskými městy či obcemi jsou:
- Barendrecht, Nizozemsko
- Lučenec, Slovensko
- Veneux-les-Sablons, Francie[29]
- Zschopau, Německo (1972)[30]

## Památné stromy

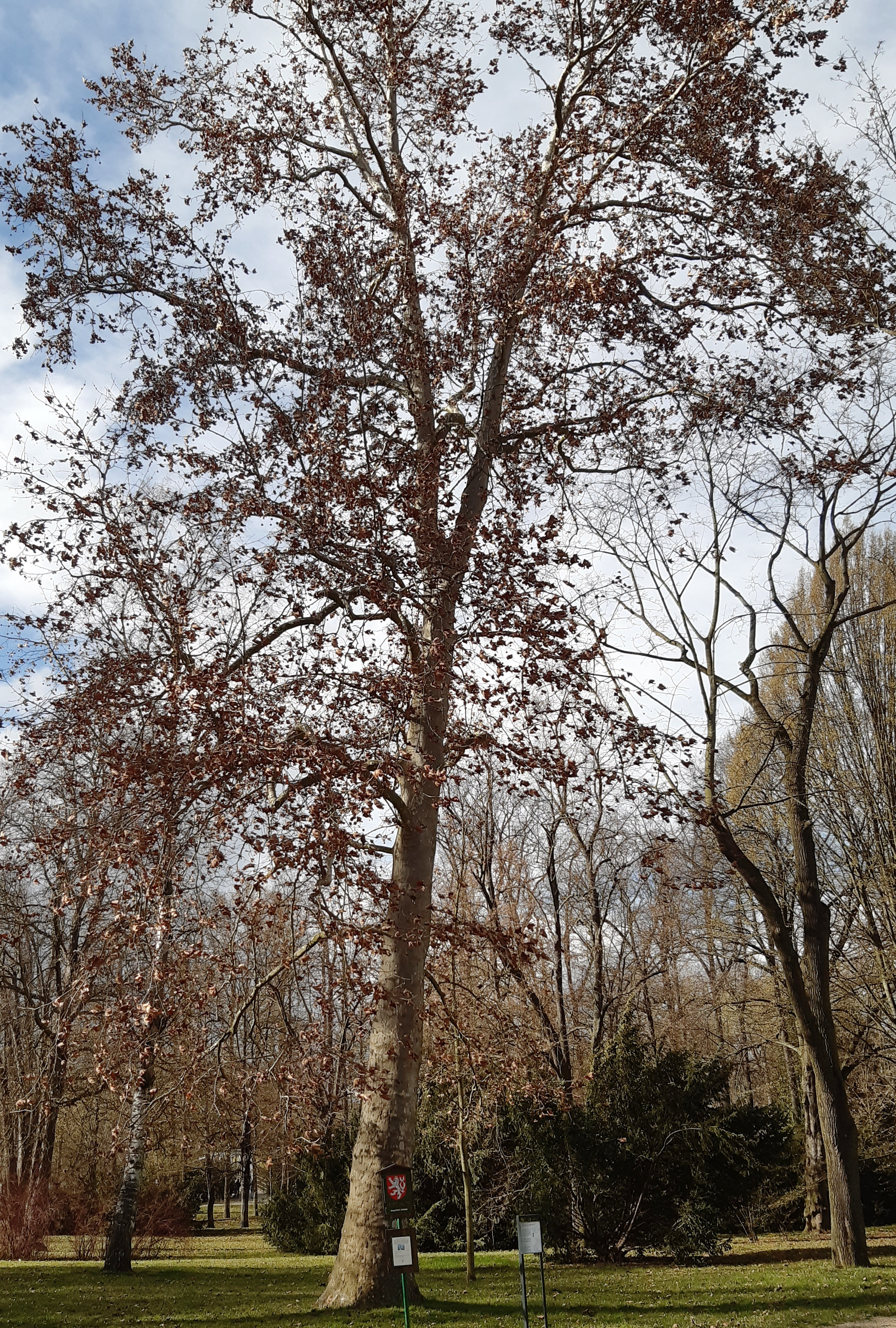
Platan javorolistý v parku T. G. Masaryka
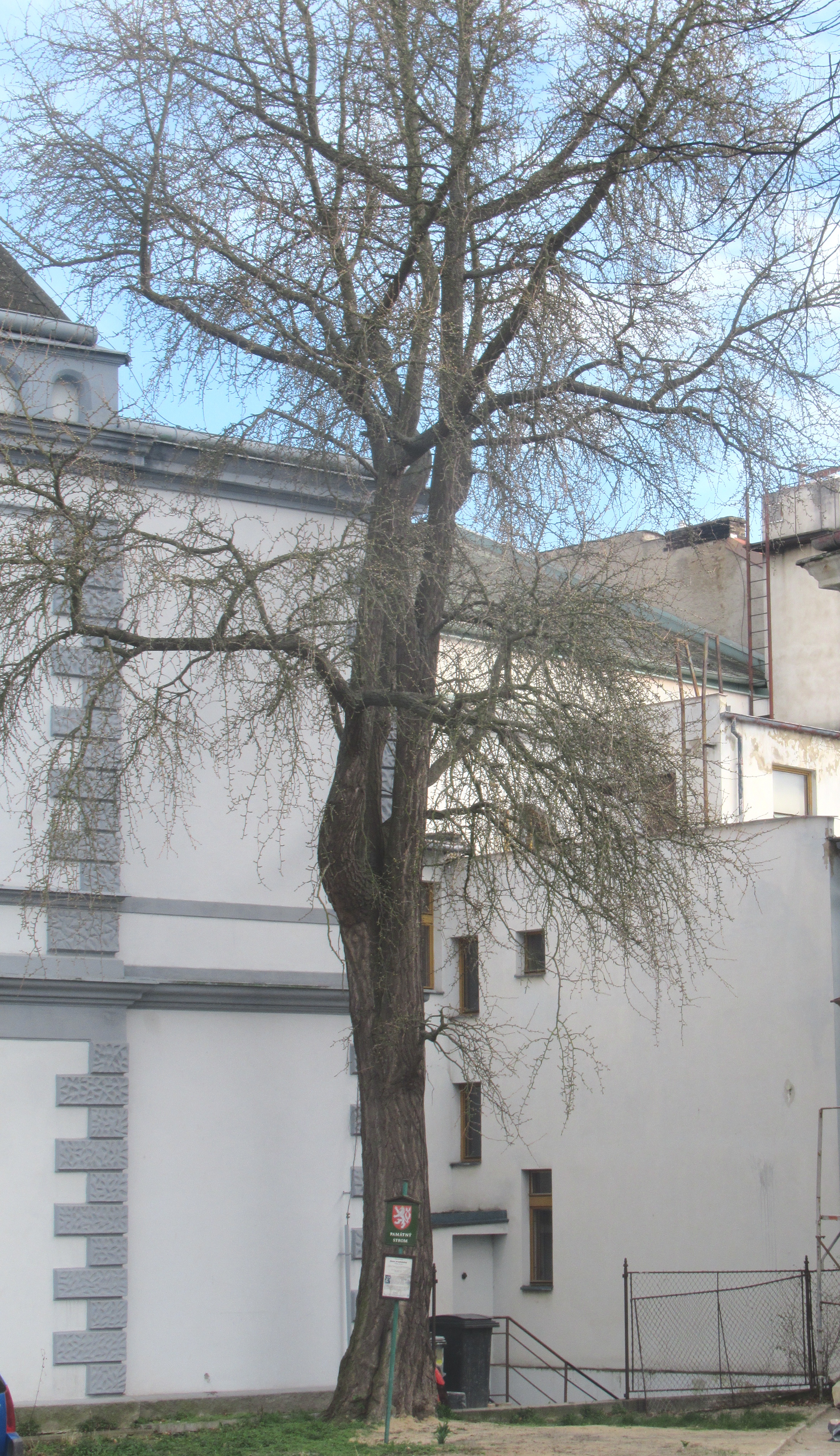
Jinan dvoulaločný v areálu bývalé zemědělské školy
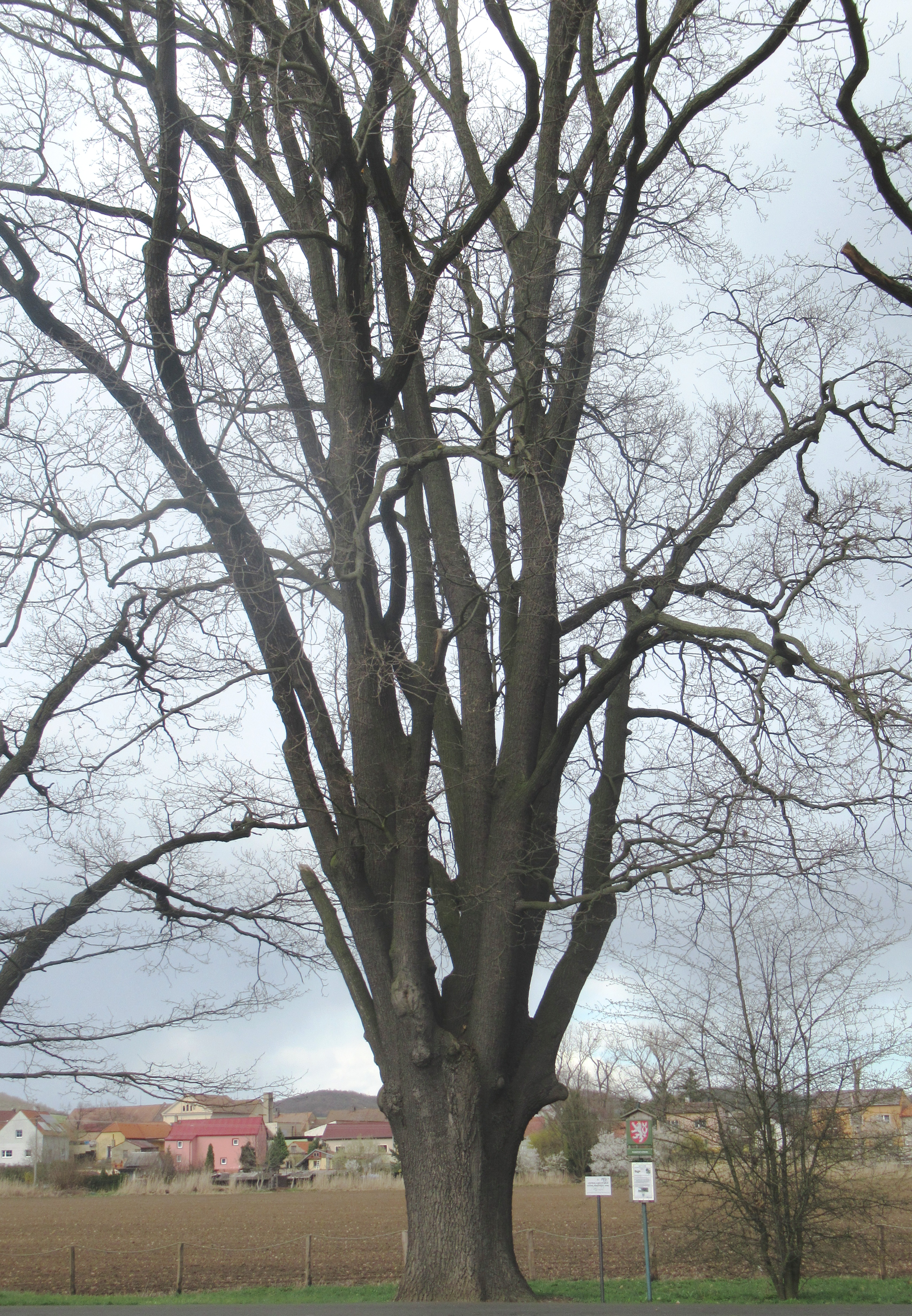
Dub letní v ulici Dobroměřická